# ماري يو
ماري يو (بالإنجليزية: Mary I. Yu)‏ هي قاضية أمريكية، ولدت في 1957 في شيكاغو في الولايات المتحدة.

## وصلات خارجية
- الموقع الرسمي